# パラントドン
パラントドン（学名 Paranthodon "アントドンの側"の意味）は白亜紀前期、現在の南アフリカに生息した剣竜類恐竜の属の一つである。長い混乱した歴史を持つ分類群である。タイプ種Paranthodon africanusは1912年、最初はPalaeoscincus africanusとして記載された部分的な頭骨に基づいている。1929年、著名なフランツ・ノプシャによりパラントドンと改名された。この属名は顎の化石がペルム紀のパレイアサウルス科の爬虫類アントドン（Anthodon）の化石の近くで発見されたことにちなむ。

## 発見と命名
1845年、アマチュア古生物研究家のウィリアム・ガイボン・アーサースートン とアンドリュー・ゲデス・ベインはケープ州のDassieklip近郊のブッシュマンズ川の渓谷で多数の化石を発見した。ベインは1849年と1853年に化石を同定してもらうためにイギリスの古生物学者リチャード・オーウェンのもとに送った。これらの化石の中にはベインが恐竜のものと考え非公式に「ケープのイグアノドン」と考えていた上顎の骨が含まれていた。この場所も同様に「イグアノドンフック」と名づけられた。1857年、アーサーストーンはこの発見について発表したが
、しかし、1871年、ロンドンでは注目されなかったことを嘆いた。1876年になってオーウェンは一連の化石をAnthodon serrariusと命名した。アントドンとは「花の歯」という意味である。
1909年、南アフリカの古生物学者ロバート・ブルームは大英自然史博物館のコレクションを訪れ、オーウェンが2種類の全く違う種の化石を混ぜてしまっていると結論した。これらはパレイアサウルス類のものと恐竜の顎である。ブルームはアントドンの名をパレイアサウルス類に残し、恐竜と同定された化石をパラエオスキンクス（Palaeoscincus）属のものとし1910/1912年に新種Paleoscincus africanusを命名した
。
1929年、フランツ・ノプシャ男爵がこの標本を研究した。ノプシャはブルームの発表を知らなかったが、同様の結論に達し、そしてこの種のために新属を創設しParanthodon Oweniとした
。
属名はアントドンの「近く」もしくは「側」（ギリシャ語でpara）を意味する。種小名はオーウェンに献名されたものである。ノプシャは論文の中で誤ってParanthodon Oweniiとつづったが、現在の規約ではParanthodon oweniとつづることになっている。
1978年になって、Walter Coombsが正しく両者の名前を組み合わせてParanthodon africanusとしている。

## 特徴と分類

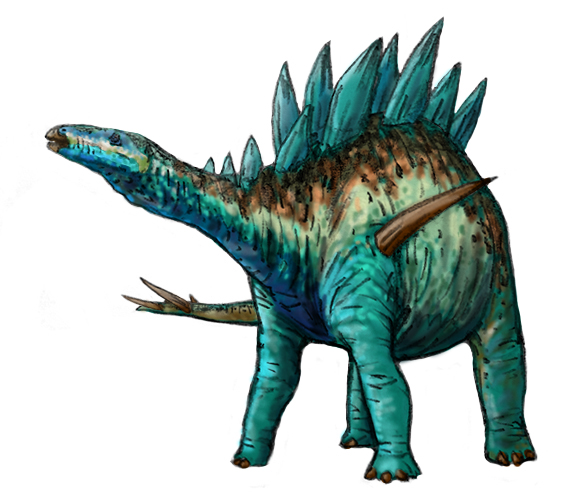
パラントドンの想像生態復元図

ホロタイプBMNH 47338はカークウッド累層（en）のベリアス期-バランジュ期の地層から発見された。この標本は吻部の後部から構成され、歯のついた上顎骨、前上顎骨後部の枝、部分的な鼻骨が含まれている。吻部はやや細長く、頂部が出っ張っている。前上顎骨の後部は長く、幅広い。外鼻孔が広い。歯には目立ったprimary ridgeがある。
パラエオスキンクスは曲竜類の属である。しかし、ノプシャはパラントドンがステゴサウルスやケントロサウルスと近縁でステゴサウルス科に属すと考えた。1929年以降、それにもかかわらず一般にパラントドンは曲竜類に分類されてきた。1981年になってピーター・ガルトンは実際にステゴサウルス科であると確証した
。
もしこれが正しいとすると、体長5 m ほどで、南アフリカで最初に発見された剣竜類であるとともに、レグノサウルス（Regnosaurus）についで二番目に発見されていた剣竜類であったことになる。最近の系統解析に拠れば、トゥオジャンゴサウルス、ロリカトサウルス（Loricatosaurus）、ステゴサウルスに近縁だと考えられている

。

## 註
1. ↑  Atherstone, W.G. (1857). “Geology of Uitenhage”. The Eastern Province Monthly Magazine 1 (10):  518–532.
2. ↑  Owen, R., 1876, Descriptive and illustrative catalogue of the fossil Reptilia of South Africa in the collection of the British Museum, 'Trustees of the British Museum, London, p.87
3. ↑  Broom, R. (1912). “Observations on some specimens of South African fossil reptiles preserved in the British Museum”. Transactions of the Royal Society of South Africa 2:  19–25. doi:10.1080/00359191009519357.
4. ↑  Nopsca, F. (1929). “Dinosaurierreste aus Siebenburgen V. Geologica Hungarica. Series Palaeontologica”. Fasciculus 4:  1–76.
5. ↑  Coombs W.P. Jr (1978). “The Families of the Ornithischian Dinosaur Order Ankylosauria”. Palaeontology 21:  143–170.
6. ↑  Galton P.M. (1981). “Craterosaurus pottonensis Seeley, a stegosaurian dinosaur from the Lower Cretaceous of England, and a review of Cretaceous stegosaurs”. Neues Jahrbuch für Geologie und Paläontologie 161 (1):  28–46.
7. ↑  De Klerk, W.J., Raath, M. and Hiller, N., 1992, "The first South African dinosaur: A palaeontological site of historical significance", 7th Biennial Conference of the Palaeontology Society of S.A., University of the Witwatersrand. Abstract Vol. p.48
8. ↑  Maidment, S. C. R.; Norman, D. B.; Barrett, P. M.; Upchurch, P. (2008). “Systematics and phylogeny of Stegosauria (Dinosauria: Ornithischia)”. Journal of Systematic Palaeontology 6 (4):  367–407. doi:10.1017/S1477201908002459.

## 参照
- Thescelosaurus! on Paranthodon
- DinoData on Paranthodon